# かにゴールキーパー
『かにゴールキーパー』は、2006年に製作された日本のコメディ映画。公開日:2006年5月27日

## あらすじ
環境破壊が原因で巨大化した一匹のカニが浜辺に打ち上げられた。カニは偶然通りかかった漁師の息子・真一に助けられ、彼の家で暮らすことに。次第に言葉を覚えはじめたカニは、真一の父が自分を売り飛ばそうとしていることに気づき、単身都会へと向かう。やがて、プロサッカーチームの監督・藤村と出会ったカニは、ゴールキーパーとしてチームに加入することになり……。

## スタッフ
- 監督：河崎実
- 脚本：右田昌万、河崎実
- 音楽：石井雅子
- 撮影：長野泰隆
- ビジュアルデザイン：東海林毅
- 上映時間：92分